# Alcon Entertainment
Alcon Entertainment, LLC es una productora de cine estadounidense, fundada en 1997 por los productores de cine Broderick Johnson y Andrew Kosove. Desde su establecimiento, Alcon Entertainment ha desarrollado y financiado películas que finalmente son distribuidas —principalmente en los Estados Unidos y, en ocasiones, internacionalmente— por Warner Bros. Pictures, luego de un acuerdo de producción cinematográfica de diez años.

## Compañía
Alcon Entertainment se estableció el 23 de enero de 1997,  y fue fundada por los productores de cine Broderick Johnson y Andrew Kosove, quienes son los codirectores ejecutivos de la empresa. La compañía tiene su sede en Santa Mónica Boulevard en Los Ángeles, California. Tanto Johnson como Kosove le presentaron al fundador y presidente de FedEx, Frederick W. Smith, una propuesta que sugería que una compañía cinematográfica independiente, respaldada por una persona o compañía capitalizada, y alineada con un importante estudio para un acuerdo de distribución exclusivo, obtendría ganancias de los activos protegidos por derechos de autor durante un periodo de tiempo establecido. El 18 de febrero de 1998, Alcon Entertainment puso en marcha dos proyectos de luz verde, con Warner Bros. distribuyendo un solo proyecto. El 15 de mayo de 1998, Alcon firmó un segundo contrato con Warner Bros. en el que se le permitió a Warner distribuir la película Lost & Found.
El primer largometraje importante de Alcon fue la comedia de 1999 Lost & Found. En marzo de 2000, tras el éxito de su segunda película My Dog Skip, Alcon firmó un acuerdo de distribución a largo plazo con Warner Bros. El acuerdo tenía a Warner Bros. a cargo de la distribución mundial de un mínimo de 10 películas producidas y financiadas por Alcon durante los próximos cinco años. El acuerdo también permitió a Warner Bros. cofinanciar ciertas películas con Alcon. Alcon y Warner Bros. firmaron un nuevo acuerdo en febrero de 2006, continuando su relación de ocho años, bajo el cual Warner Bros. continuaría distribuyendo largometrajes desarrollados y financiados por Alcon. WB y Alcon extendieron el acuerdo en 2015 que finalizó en 2019. El 28 de septiembre de 2003, Alcon Entertainment había lanzado su rama de televisión, con un acuerdo de coproducción exclusivo en el estudio de televisión Warner Bros. Televisión.
En 2011, Alcon Entertainment adquirió toda la marca y los derechos de la franquicia Blade Runner, que abarca películas, series, juegos y otros medios de franquicia como libros. El 8 de marzo de 2012, Alcon firmó con una productora afiliada encabezada por la ejecutiva de 2S Films, Molly Smith, Belle Pictures, para desarrollar proyectos cinematográficos.

## Alcon Television Group
| Año          | Título                    | Cadena de streaming                         | Notas | Temporadas | Episodios |
| ------------ | ------------------------- | ------------------------------------------- | --- | ---------- | --------- |
| 2015–22      | The Expanse               | Syfy (2015–18) Amazon Prime Video (2019–22) | Coproducido con Penguin in a Parka, SeanDanielCo (2015–18), Just So (2019–22), Hivemind (2019–22) y Amazon Studios (2019–22); distribuido por Legendary Television Distribution | 6          | 62        |
| 2016–18      | Ice                       | Audience                                    | Coproducido con Fuqua Films (2016), Entertainment One, IM Global Television (2016) y Bernero Productions (2018)                                                                 | 2          | 20        |
| 2017–2022    | Pete the Cat              | Amazon Prime Video                          | Coproducido con Appian Way Productions y Surfer Jack Productions y distribuido por Cake Entertainment                                                                           | 2          | 14        |
| 2021–present | Blade Runner: Black Lotus | Adult Swim y Crunchyroll                    | Coproducido con Williams Street y animado por Sola Digital Arts | 1          | 13        |
| TBA          | Blade Runner 2099         | Amazon Prime Video                          | Coproducido con Scott Free Productions y Amazon Studios | TBA        | TBA       |

## Música
En 2014, Alcon se asoció con Sleeping Giant Media para formar ASG Music Group. ASG es una compañía musical y discográfica de servicios integrales. En 2017, ASG lanzó la banda sonora de Blade Runner 2049, producida por el productor nominado al Grammy Michael Hodges, Kayla Morrison y Ashley Culp, con Epic Records. El álbum alcanzó el n.º 1 en las listas de ventas de bandas sonoras de Billboard.